# مسکوی کوچک
مسکوی کوچک (لهستانی: Mała Moskwa) یک فیلم درام لهستانی-روسی به کارگردانی والدمار کژیستک است که در سال ۲۰۰۸ منتشر شد.
در سی و سومین دورهٔ جشنواره فیلم گدنیا سوتلانا خودچنکووا بابت نقش‌آفرینی در این فیلم برندهٔ «جایزهٔ بهترین بازیگر زن» و والدمار کژیستک برندهٔ شیر زرین جشنواره شد.

## گزیدهٔ بازیگران
- سوتلانا خودچنکووا
- ورونیکا کشیانژکیه‌ویچ
- آندژی گرابوفسکی
- کشیشتف دراچ
- پشمیسواف بلوشچ
- ورونیکا کشیانژکیه‌ویچ
- ادوین پتریکات
- یانوش خابیور
- مارژنا کیپیل-شتوکا
- لسواف ژورک
- النا لشچینسکا
- یان الکساندروویچ-کراسکو